# Леви, Рудольф
Рудольф Леви (нем. Rudolf Levy) (15 июля 1875 года, Штеттин, Германская империя — 1944, Италия или Аушвиц) — немецкий художник-экспрессионист еврейского происхождения.

## Биография
Родился в Штеттине в семье Юлиуса и Терезы Леви. Детство и юность провел в Данциге, где получил профессию столяра. В 1895-97 годах учился в художественно-промышленной школе в Карлсруэ.
В 1897 году переезжает в Мюнхен, где изучает живопись в частных школах.
С 1903 года Леви жил в Париже, испытал влияние П. Сезанна и фовистов. Входил в группу немецких художников, собиравшихся в кафе дю Дом. Познакомился с А. Матиссом и посещал его школу с 1908 по 1912 год.
Во время Первой мировой войны был пошёл добровольцем в германскую армию, воевал во Франции, награжден Железным крестом I и II степени.
В 1919 году поселился в Мюнхене, а в 1921 переехал в Берлин, где участвовал в объединении художников Берлинский Сецессион. В 1922 году состоялась его первая персональная выставка. В 1924-26 жил в Париже, затем вновь вернулся в Берлин.
После прохода нацистов к власти Леви покидает Германию и начинает свои скитания, переезжая из Майорки в Соединенные Штаты, из Хорватии в Италию. В 1938-39 он живет на Искье, затем в Риме, в 1941 году переезжает во Флоренцию. Последующие два года оказались периодом большой творческой активности. Он создал около 50 полотен, в основном натюрмортов и портретов. 12 декабря 1943 года он был схвачен гестапо, заключен в тюрьму, а 30 января отправлен поездом в Освенцим. Далее, по одним данным, он был отправлен в газовую камеру сразу по прибытии эшелона в лагерь 6 февраля. По другим данным, он погиб ещё в дороге.
Стиль Леви сформировался под влиянием французских художников, особенно Поля Сезанна и Анри Матисса. Колорит его работ характеризуется открытым, интенсивным цветом, но не диссонансным, как у других немецких экспрессионистов, а скорее гармоническим, как у французских. В конце 1920-х — начале 1930-х годов преобладал колористический, экспрессивный реализм. Многие пейзажи, портреты и натюрморты позднего периода, 1933—1943 годов, демонстрируют все более сгущенный колорит и выразительность форм, доведенную до крайней интенсивности.

## Галерея

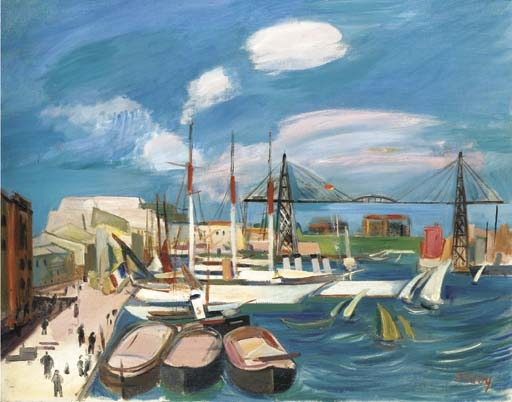
Марсельский порт. 1926. Масло, холст, 74 x 94 см.
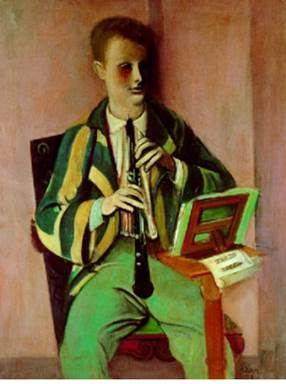
Кларнетист Джо Б. 1932. Масло, холст. Частное собрание.
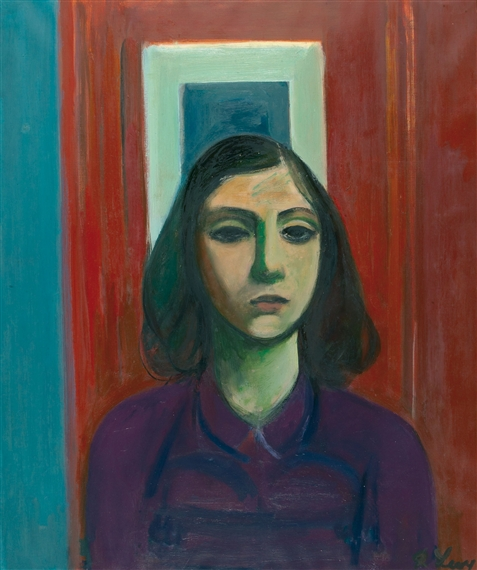
Женщина из Искии. 1938—41. Масло, холст. Частное собрание.
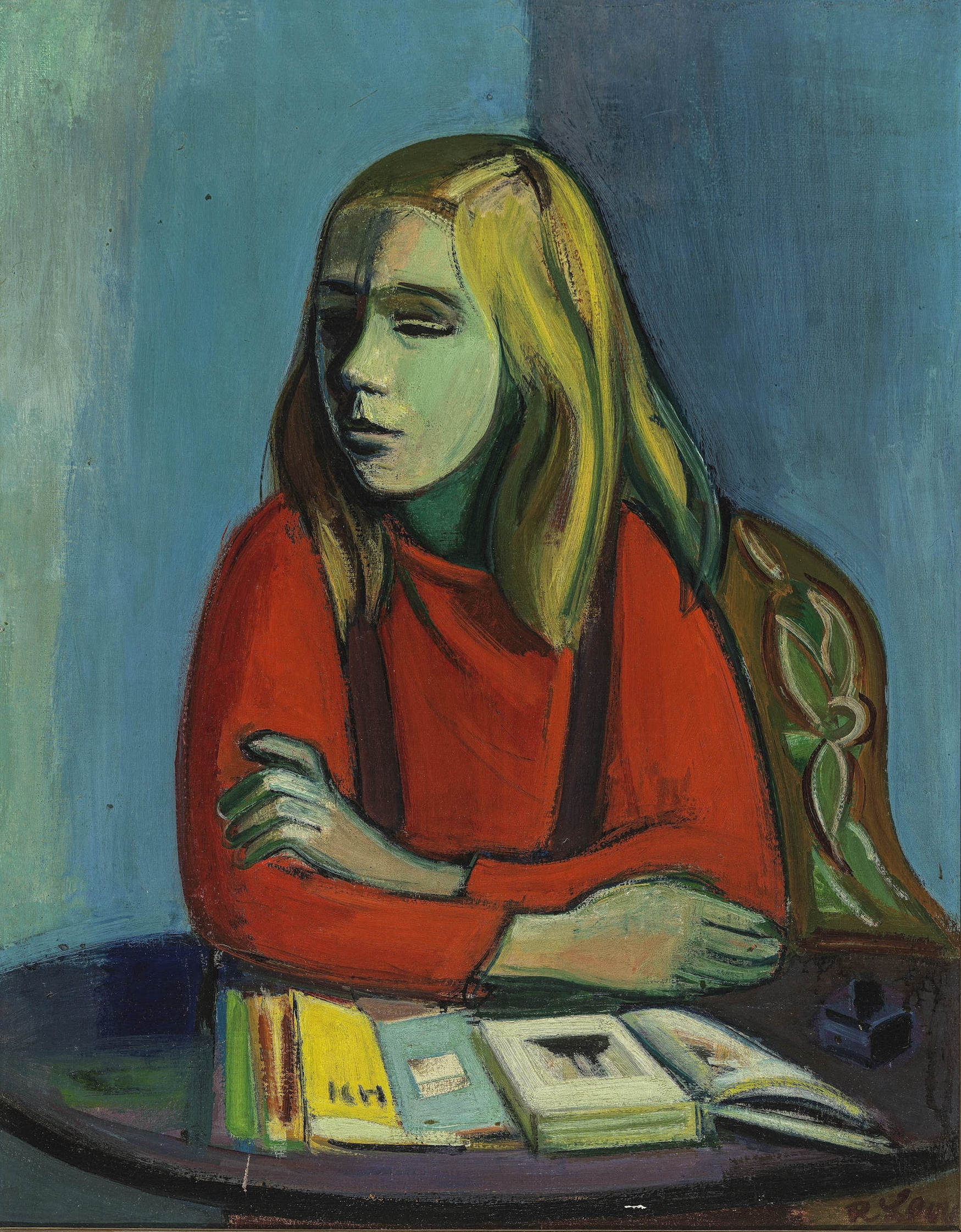
Фиамма. 1942. Масло, холст, 73 x 60 см. Палаццо Питти
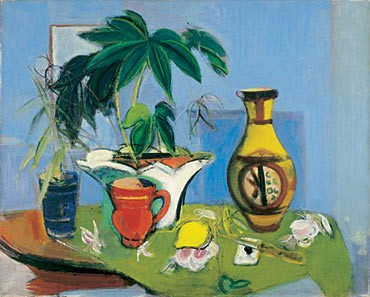
Натюрморт с жёлтой вазой. 1943. Масло, холст, 66 x 82 см. Кунстхалле (Карлсруэ)